# Acer henryi
Acer henryi är en kinesträdsväxtart som beskrevs av Ferdinand Albin Pax. Acer henryi ingår i släktet lönnar, och familjen kinesträdsväxter. Inga underarter finns listade i Catalogue of Life.